# Висоцький Віктор Іванович
Висоцький Віктор Іванович (нар.9 січня 1941, станція Вільхова Станично-Луганського району Луганської області — †4 травня 2010) — український краєзнавець та історик.

## Життєпис
З квітня 1956 року по лютий 1958 року навчався у ремісничому училищі № 7 м. Луганськ.
З березня 1958 року по липень 1960 року працював слюсарем заводу «Поштова скринька 103».
З липня 1960 року по серпень 1963 року проходив службу в лавах Радянської Армії.
1967 закінчив історико-філологічний факультет Луганського державного педагогічного інституту ім. Тараса Шевченка за спеціальністю історія і суспільнознавство.
З 1967 року працював заступником директора з наукової роботи, а з 1970 по 2004 рік — директором Луганського обласного краєзнавчого музею.
Помер 4 травня 2010 року.

## Основні досягнення
Під його керівництвом та при безпосередній участі побудоване нове приміщення та створена експозиція обласного краєзнавчого музею.
Активно працював в Українському товаристві охорони пам'яток історії та культури, брав участь в роботі Всеукраїнських з'їздів товариств охорони пам'ятників історії та культури.
Очолював журі конкурсу по створенню герба та прапора Луганщини. Був членом редакційних колегій Книги пам'яті та тому Зводу пам'яток історії України по Луганській області.

## Відзнаки
- 1986 року нагороджено медаллю «За трудовое отличие»
- 1993 року за особистий вклад в розвиток краєзнавчого руху, охорони історико-культурної спадщини України присвоєно звання «Заслужений працівник культури України»
- 2001 року нагороджено Почесною відзнакою Міністерства культури України.